# 阿平厄丹

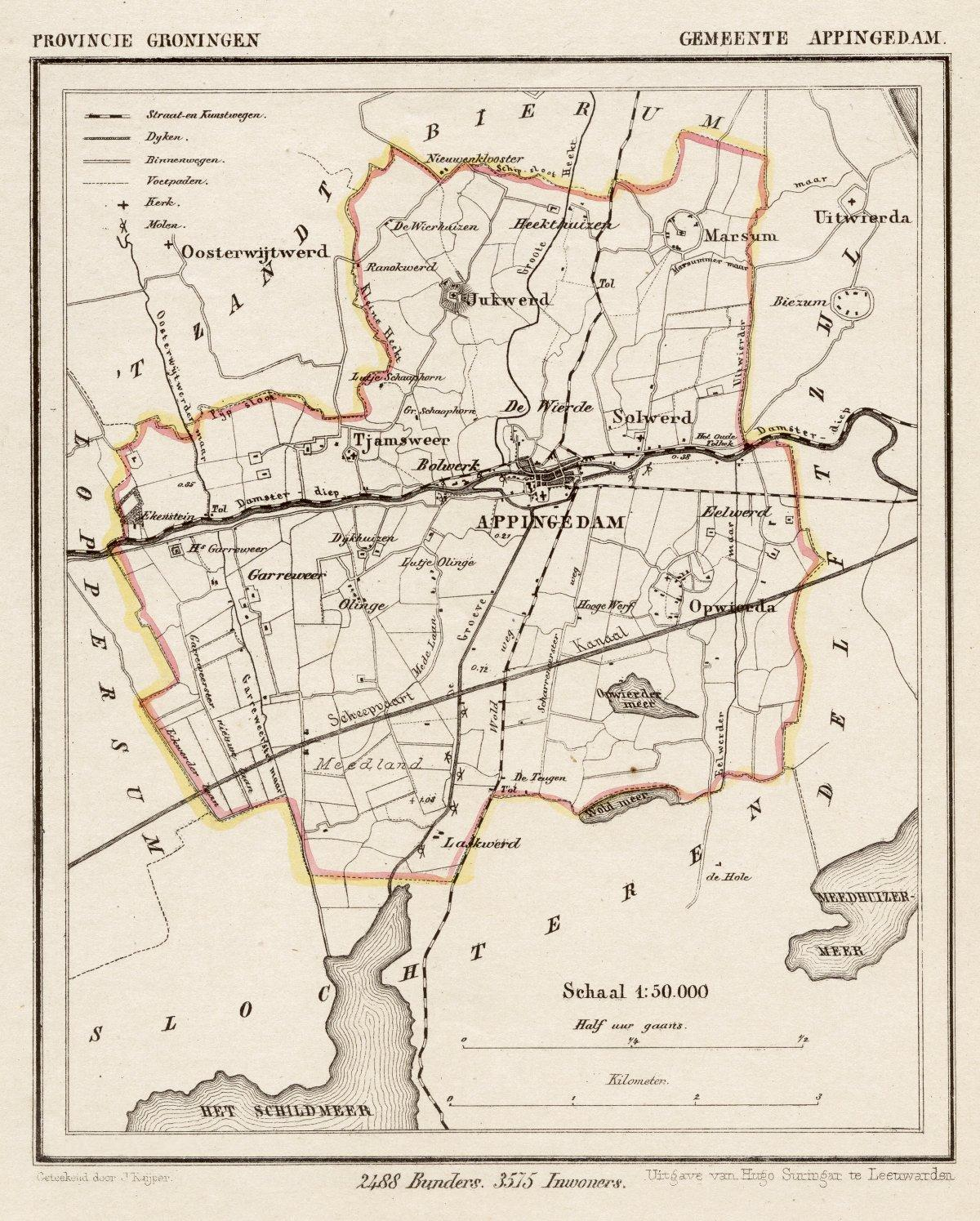

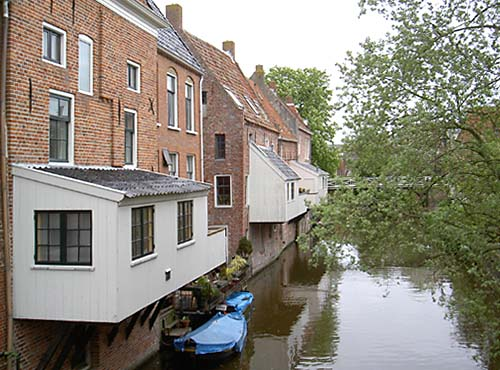

阿平厄丹（荷蘭語：Appingedam，荷蘭語：[ˌɑpɪŋəˈdɑm] ⓘ）是荷蘭格罗宁根省的一个旧市镇，位於該國東北部，代爾夫宰爾西北數公里，面積24.62平方公里，2007年人口12,190，人口密度為每平方公里511人。2021年1月1日，阿平厄丹与市镇代尔夫宰尔和洛珀瑟姆合并为新市镇埃姆斯代爾塔。

## 外部連結
- 官方网站 （页面存档备份，存于）
- 游客、历史、文化信息 （页面存档备份，存于）